# بخش بیکر، شهرستان استیونس، مینه سوتا
بخش بیکر (به انگلیسی: Baker Township) یک منطقهٔ مسکونی در ایالات متحده آمریکا است که در شهرستان استیونز، مینه‌سوتا واقع شده‌است.
 بخش بیکر ۹۲٫۲ کیلومتر مربع مساحت و ۲۶۵ نفر جمعیت دارد و ۳۴۲ متر بالاتر از سطح دریا واقع شده‌است.